# Diederik Fabius
Diederik Gregorius Jacob (Diederik) Fabius (Oostkapelle, 2 januari 1943 – Genève (Zwitserland), 21 februari 2015) was van 1993 
tot 1999 bevelhebber van  de Koninklijke Marechaussee in de rang van generaal-majoor. Op 20 februari 2015 overleed Fabius op 72-jarige leeftijd, na een zware operatie en een moeizaam herstelproces, te Genève, Zwitserland.

## Familie
Fabius was een zoon van burgemeester Kaeso Fabius (1908-1986) en Alexandra Herculine barones van Heemstra (1911-1987). Hij trouwde in 1967 met Constance Liliane barones van Lynden (1940-1998), uit welk huwelijk twee kinderen werden geboren. Zijn vrouw was een dochter van ambassadeur mr. Rynhard Bernard baron van Lynden, heer van Barlham (1912-1994) en Ada Cornelia barones van Pallandt, vrouwe van Keppel (1914-1991).

## Loopbaan
Fabius behaalde het diploma hbs-a in 1963 te Bilthoven en ging naar het Koninklijk Instituut voor de Marine te Den Helder. Hij was straaljagerpiloot bij de onderzeebootbestrijding op Curaçao en helikopterpiloot bij de opsporings- en reddingsdienst.  Later maakte hij de overstap naar de Marechaussee, waar hij meerdere functies vervulde, zowel staf als juridisch. In 1982 leidde hij de militaire politie van de Multinational Force and Observers die in de Sinaï toezicht houdt op de naleving van de Camp Davidakkoorden. Op 29 oktober 1993 werd hij benoemd tot commandant der Koninklijke Marechaussee, tevens gouverneur der Residentie. Fabius verliet in januari 1999 de actieve dienst, hij werd opgevolgd door generaal-majoor C.N.J. Neisingh. Eigenlijk werd brigadegeneraal K. Roos voorgedragen voor de post van bevelhebber, maar deze zag daarvan af vanwege hem moverende redenen. Later kreeg Fabius een functie als raadsadviseur internationale migratie-aangelegenheden op het Ministerie van Justitie.

### Politieke loopbaan
In 1974 werd hij lid van de gemeenteraad van Hummelo en Keppel, wat hij tot 1982 bleef. In de jaren 2003-2004 was hij fractievoorzitter voor de VVD in die gemeenteraad.

### Affaires
Fabius kreeg landelijke bekendheid door zijn betrokkenheid bij de affaire Fred Spijkers en de Srebrenica-affaire. Spijkers was een maatschappelijk werker die aan de kaak stelde dat een bepaald type landmijn niet veilig was (een militair, Ovaa, was omgekomen), maar enkel tegenwerking vanuit het leger ontmoette. Fabius was verantwoordelijk voor het in de doofpot stoppen van het productieverbod uit 1970 en het niet naar buiten brengen van relevante informatie. Ook werden er onder zijn verantwoordelijkheid frauduleuze processen-verbaal van de marechaussee verspreid die de slachtoffers van de granaat als schuldigen aanwezen. Na het fatale ongeluk met Ovaa in 1984 hoorde Fabius een aantal getuigen in het kader van een justitieel onderzoek. In het door hem op 12 april van dat jaar ondertekende "proces-verbaal van bevindingen" stelt Fabius dat mijntester Ovaa zelf schuldig was aan het ongeval en dat de mijn op zich goed functioneerde. Een jaar eerder waren twee onderofficieren door het Hoger Militair Gerechtshof niet vervolgd voor dood door schuld, omdat Fabius de conclusie had getrokken dat alleen de omgekomen instructeur verantwoordelijk was voor het ongeluk. Beide onderzoeken werden later door de Nationale Ombudsman gekraakt.
Aan het eind van de jaren negentig van de 20e eeuw speelde Fabius als bevelhebber van de marechaussee een rol bij de verdwijning van de beroemde fotorolletjes uit Srebrenica. Op deze foto’s zouden schendingen van mensenrechten, gepleegd door Nederlandse militairen, zijn te zien. Daarnaast werden net vermoorde moslim-burgers gefotografeerd, waarmee bewezen zou zijn dat Mladic toen al daarmee begonnen was. Tevens had Fabius de uitkomsten van enige vertrouwelijke onderzoeken hiernaar onbevoegdelijk aan de legerleiding medegedeeld, in plaats van aan zijn opdrachtgever, de Minister. Dit laatste leidde tot zijn terugtreden.
Fabius probeerde het boek "Een man tegen de staat" van Alexander Nijeboer uit de handel te krijgen. Hij eiste onder meer 10 duizend euro schadevergoeding en rectificaties in landelijke dagbladen, eveneens omdat het boek grievende passages zou bevatten. Fabius zou onderzoeksrapporten hebben gemanipuleerd, zo schreef Nijeboer. De voorzieningenrechter vond in kort geding dat de beschuldigingen werden gedragen door het ten tijde van publicatie beschikbare feitenmateriaal. Fabius is inmiddels tegen de uitspraak in hoger beroep gegaan. Ook spande hij een bodemprocedure aan tegen de auteur. Die kreeg wat de feiten betreft gelijk, maar omdat hij die soms onnodig grievend verwoordde moest hij een boete betalen.

## Brevetten en overige decoraties
- Officier in de Orde van Oranje-Nassau met de Zwaarden.
- Herinneringsmedaille Multinationale Vredesoperaties met Gesp.
- Officierskruis.
- Huwelijksmedaille 1966.
- Inhuldigingsmedaille 1980.
- Marechausseemedaille.
- Vierdaagsekruis.
- Vaardigheidsmedaille van de Nederlandse Sport Federatie.
- Kruis van de Tweedaagse Militaire Prestatietocht.
- Grootofficier in de Orde van Verdienste van de Italiaanse Republiek.
- Grootofficier in de Koninklijke Noorse Orde van Verdienste.
- Commandeur in de Orde van de Eikenkroon van het Groothertogdom Luxemburg.
- Medaille van de Nationale Gendarmerie van Frankrijk.
- Multinational Force and Observers Medal.
- Groot Militair Vliegbrevet (1971)
- Brevet Hogere Juridische Vorming UvA (1979)
- Parawing B